# Pisz (jezioro)
Pisz – jezioro w woj. warmińsko-mazurskim, w pow. olsztyńskim, w gminie Barczewo w pobliżu wsi Tumiany, leżące na terenie Pojezierza Olsztyńskiego.
Powierzchnia zwierciadła wody według różnych źródeł wynosi od 205,0 ha do 208,6 ha lub 228 ha.
Zwierciadło wody położone jest na wysokości 112,8 m n.p.m. Średnia głębokość jeziora wynosi 5,1 m, natomiast głębokość maksymalna 25,2 m.
W oparciu o badania przeprowadzone w 2001 roku wody jeziora zaliczono do III klasy czystości.
Jezioro o urozmaiconej linii brzegowej, z dużą wyspą (19 ha). Brzegi w większości wysokie, pagórkowate, częściowo zalesione. Z jeziora wypływa rzeka Pisa Warmińska, od południowego wschodu wpada rzeka Dadaj (z jeziora Tumiańskiego). W części zachodniej połączenie z kanałem z jezior Orzyc i Orzyc Mały.

## Hydronimia
Nazwę Pisz wprowadzono urzędowo w 1949 roku, zastępując niemieckie dwie nazwy jeziora – Klein Wadang See i Pissa See. W 2006 roku nazwę Pisz potwierdziła Komisja Nazw Miejscowości i Obiektów Fizjograficznych w wykazie hydronimów. W różnych publikacjach i na mapach topograficznych jezioro to występuje pod nazwą Pisa lub Pissa.